# Recanto dos Barões
Recanto dos Barões é um circuito turístico do estado brasileiro de Minas Gerais que reúne sete municípios da Zona da Mata: Bicas, Chácara, Guarará, Mar de Espanha, Maripá de Minas, Pequeri e Senador Cortes. Fazem parte desse circuito as rodovias BR-267, MG-126 e MG-353.